# Protea montana
Protea montana (лат.) — кустарник, вид рода Протея (Protea) семейства Протейные (Proteaceae), эндемик Капской области Южной Африки.

## Таксономия
Вид Protea montana был впервые собрана на высоте 1500 м немецким коллекционером растений и садоводом Иоганном Францем Дреге в августе 1829 года, когда он вместе с Карлом Цейгером исследовал восточные склоны гор Грот-Свартберг в окрестностях фермы Вролхейд. Вернувшись в Европу из Африки, он подробно описал свои ботанические приключения в своей работе 1843 года «Zwei pflanzengeographische Documente», в которой подробно описано, где что он собирал, представленной в виде краткого дневника. Это первая работа, в которой было опубликовано видовое название Protea montana. В указателе, приложенном к книге, Дреге приписывает это название Эрнсту Генриху Фридриху Майеру, но, кроме этого, о названии больше не было ничего опубликовано, таким образом, это имя было официально недействительным (nomen nudum). Эта ситуация была исправлена швейцарским систематиком Карлом Мейсснером в 1856 году, когда Мейсснер подтвердил название с формальным описанием вида в серии трактатов Prodromus по ботанической систематике, начатой Огюстеном Пирамом Декандолем.
Дреге сделал несколько различных высушенных и сплюснутых гербарных листов эксиккаты из своей коллекции с фермы Вролхейд, которые он продавал по всей Европе. Один лист попал в гербарий Джорджа Бентама, и когда Бентам решил избавиться от своей коллекции в 1854 году, он подарил лист Ботаническому саду Кью, где в гербарии он до сих пор хранится. Южноафриканский ботаник Эдвин Перси Филлипс назвал его изотипом, но полвека спустя, в 1960 году южноафриканский ботаник Хедли Брайан Рикрофт понял, что лист состоит из частей разных отдельных растений: одна часть на самом деле была Protea amplexicaulis.
В 1995 году вид P. montana вместе с P. foliosa, P. intonsa и P. vogtsiae был отнесён Тони Ребело к классу Protea секции Crinitae.

## Ботаническое описание
Protea montana — невысокий стелющийся куст, образующий раскидистые ковровидные покрытия диаметром до 4 м. Главный ствол находится под землёй. Стебли, ответвляющиеся от ствола, растут также только под землей. Надземная часть состоит только из листьев и соцветий, длина которых составляет 10 см. Листья прямые или продолговатые, с нечёткими жилками, резко заканчивающиеся острым кончиком, листья имеют длину 4,4-7,6 см и ширину от 1,6 до 3,7 мм. Основание листьев расширяется постепенно до свосй максимальной ширины. Листья сильно опушены, но со временем становятся гладкими.
Соцветия представляют собой специализированные структуры, называемые псевдантией, также известные как цветочные головки, содержащие сотни редуцированных цветков, называемых соцветиями. Эти цветочные головки у этого вида сидячие, без цветоноса и растут прямо из стебля. Цветочные головки имеют длину 5,1 см и диаметр 3,8 см и полностью закрыты листьями. Соцветия окружены шестью-семью рядами лепестковидных придатков, известных как «обволакивающие прицветники». Наружные прицветники имеют яйцевидную форму и покрыты шелковисто-опушёнными волосками и растут, пока не станут длинными и похожими на листья. Внутренние прицветники от продолговатых до лопатко-продолговатых, окаймлены реснитчатыми волосками по краям, имеют такой же тип шелковисто-опушённого покрова на внешней поверхности и такой же длины, как и собственно цветки.
Растение однодомное, в каждом цветке встречаются представители обоих полов. Лепестки и чашелистики цветков слиты в трубчатую оболочку околоцветника длиной 23,3 мм, которая перепончатая, расширена и гладкая у самого основания, но на остальном протяжении в значительной степени покрыта красноватой опушкой.

Protea montana
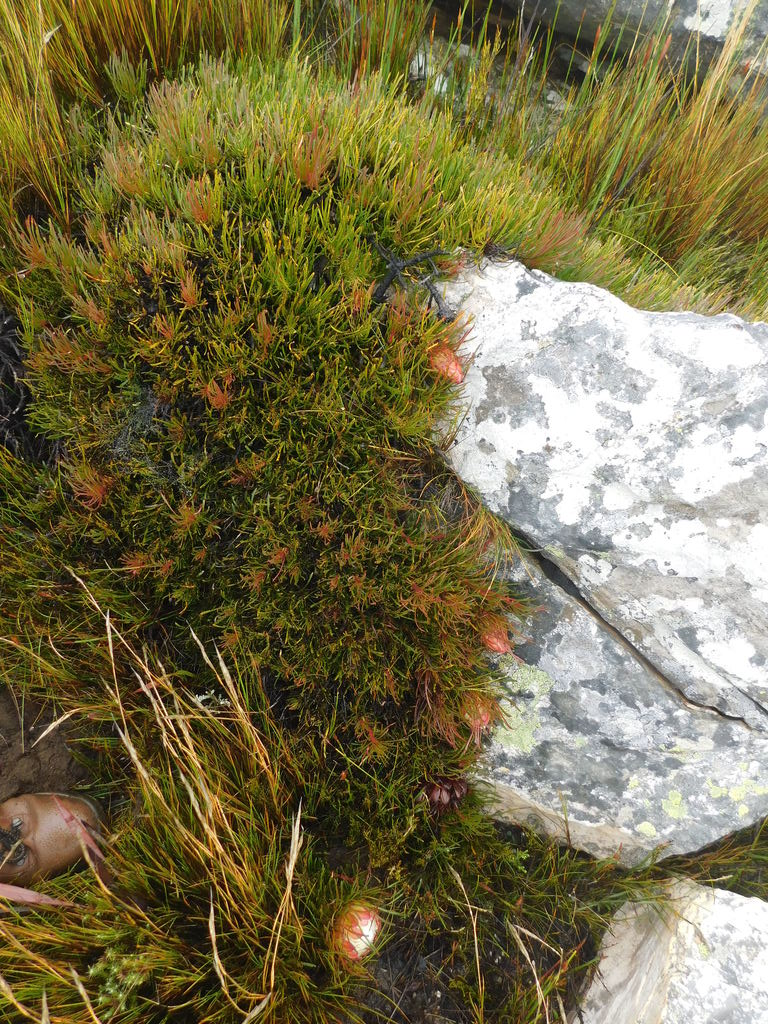
Общий вид
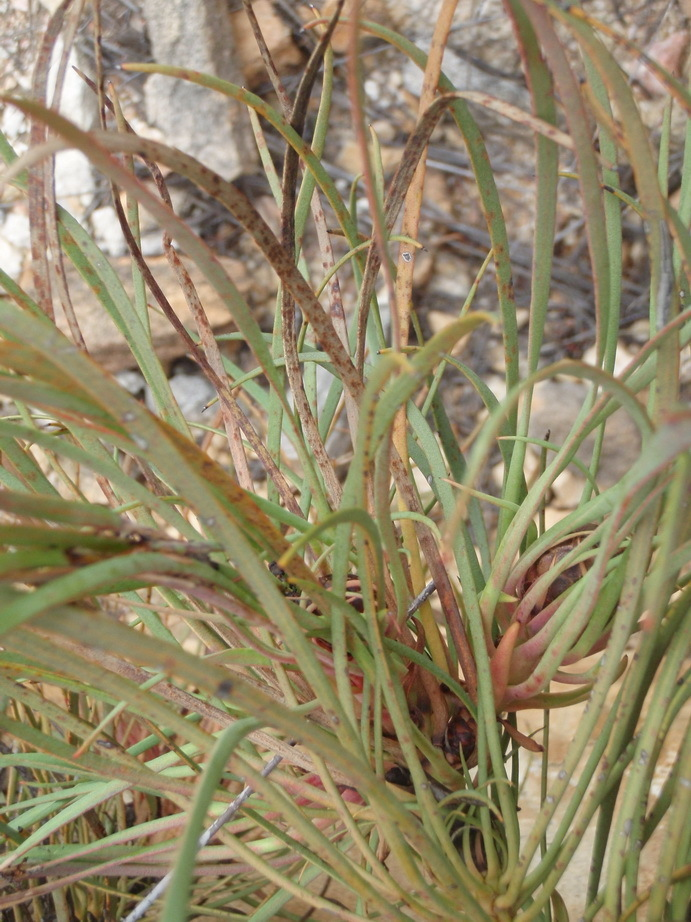
Листья
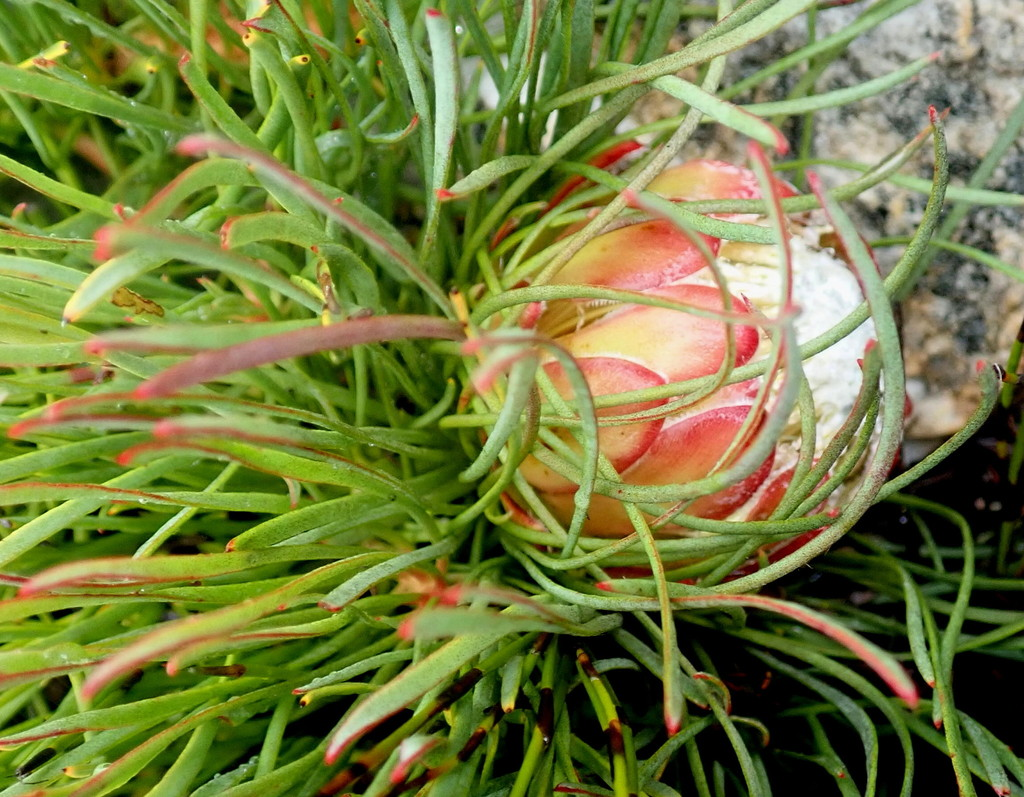
Развивающееся соцветие
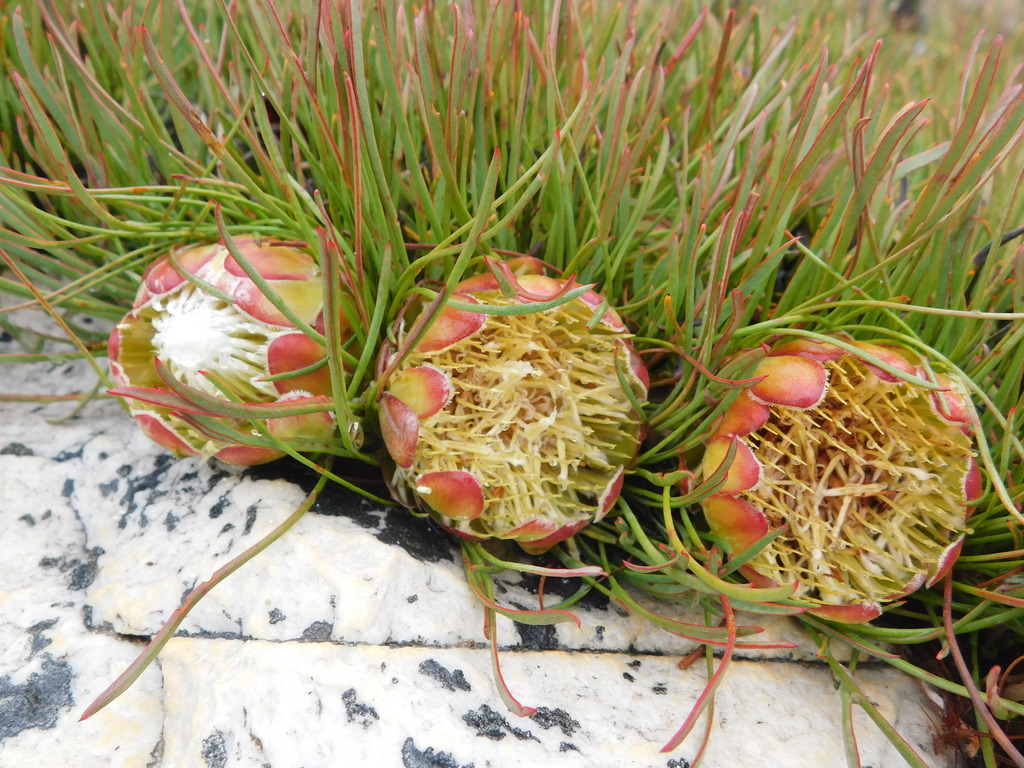
Соцветия

### Похожие виды
P. montana — единственный образующий циновку вид в секции Crinitae, но листья похожи на листья P. intonsa, который также встречается в тех же горных хребтах; это гораздо более мелкая протея, образующая пучок с почти полностью подземным стеблем. В своём первоначальном описании вида 1856 года, основанном на неполных гербарных листах, Мейсснер заявлял, что считает этот вид сомнительным, и задаётся вопросом, не была ли это разновидность P. scolymocephala. Сам Дреге, кажется, перепутал P. montana с P. amplexicaulis, так как одна цветочная головка этого вида смешана с материалом P. montana на образце, хранящемся в гербарии Кью, а также в 1897 году Эдвин Перси Филлипс ошибочно идентифицировал экземпляр P. scabriuscula Кью как P. montana.

## Распространение и местообитание
Protea montana — эндемик Западно-Капской провинции Южной Африки. Встречается в горах Свартберг и Камманасси. Площадь ареала составляет 1447 км², но фактически занимаемая растениеме площадь составляет всего 112 км². Встречается только около горных вершин, отдельные фрагменты популяции разбросаны по всему ареалу, особенно фрагментированы в горах Камманасси. Как правило, это одиночные растения, спорадически встречающиеся в ландшафте. Встречается на горных вершинах и крутых верхних склонах, на высоте от 1600 до 2000 метров. Встречается в горной среде обитания финбош на субстратах из песчаника на южных склонах.

## Биология
Зрелые растения погибают в результате периодических лесных пожаров, проходящих через их ареал, но семена могут выжить. Цветёт с февраля по июнь. Цветки опыляются грызунами. Семена хранятся в старых, сухих, огнестойких соцветиях и высвобождаются из них через два года после того, как пожары прошли по земле. Семена разносятся ветром.
В 1829 году Дреге первоначально собрал этот вид на каменистых местах вместе с другими видами растений Restio laniger, Seriphium plumosum, Leucadendron dregei и некоторыми видами Sorocephalus, Erica, Hoplophyllum и Calopsis.

## Охранный статус
P. montana — редкий вид. Угрозой виду является посадка деревьев (облесение), инвазивные растения и режим борьбы с лесными пожарами, который слишком частый, чтобы дать растениям время для созревания и завязывания семян. Международный союз охраны природы классифицирует природоохранный статус вида как «уязвимый».